# Опрокидывание коровы

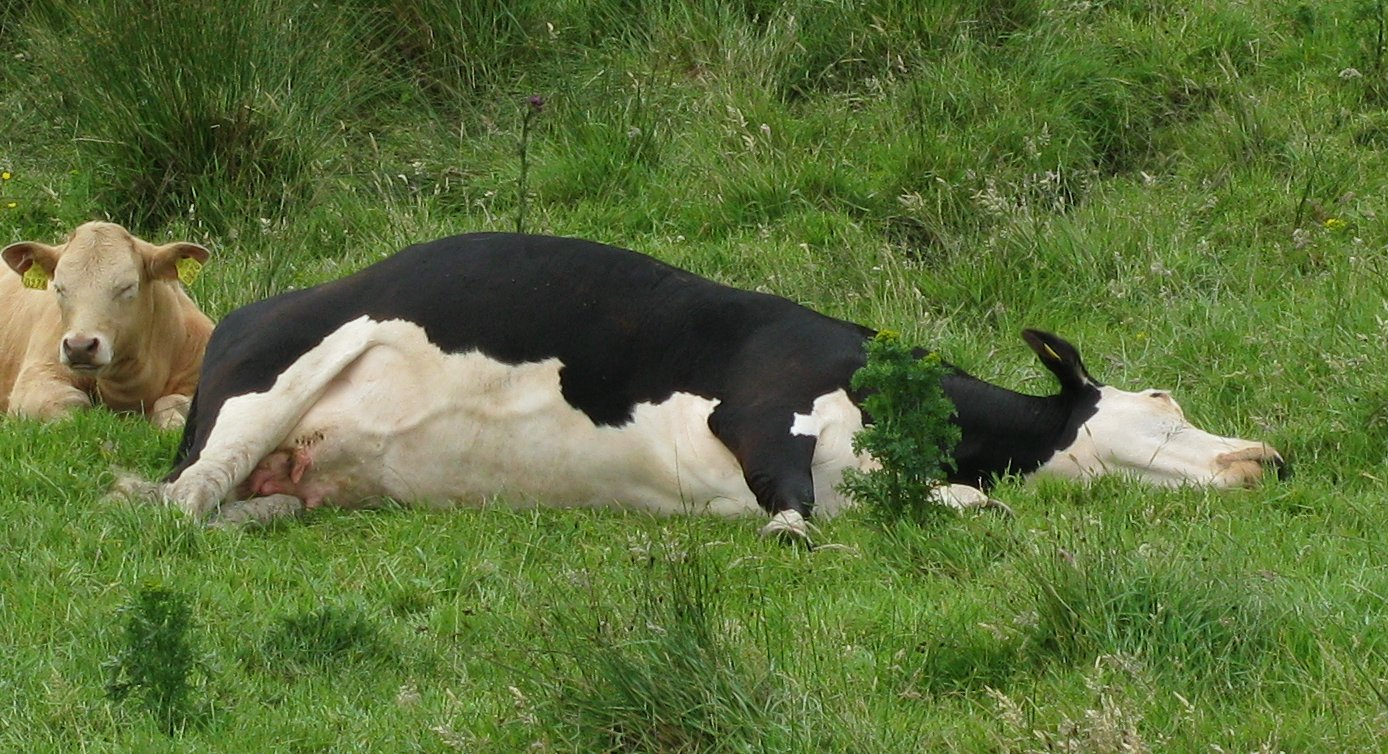
Спящая корова

Опрокидывание коровы (англ. cow tipping) — предполагаемое шуточное действие, заключающееся в том, чтобы незаметно подкрасться к стоящей корове и неожиданно сбить её с ног сильным толчком. Опрокидывание коров считается американской городской легендой, а рассказы об этом — выдумкой. Утверждение, что таким образом развлекаются сельские жители, рассматривается как социальный стереотип. Концепция шутки, по всей видимости, появилась в 1970-е годы, хотя рассказы о животных, которые не могут подняться, если падают, имеют исторические корни, восходящие ко временам Римской империи.
Коровы без затруднений ложатся и могут легко встать на ноги, если не больны и не ранены. Научные исследования для определения теоретической возможности опрокидывания коровы дали разные результаты, однако во всех было установлено, что коровы — крупные животные, которых трудно застать врасплох и которые сопротивляются попыткам опрокидывания. Оценочное усилие для опрокидывания коровы составляет от 3 до 4 кН, для его создания потребуются не менее четырёх, а по наиболее консервативным оценкам — до четырнадцати человек. В реальных ситуациях, когда крупный рогатый скот приходится класть на землю или опрокидывать, например, при клеймении, уходе за копытами или ветеринарной помощи, требуются либо верёвочные путы, либо специальное механическое устройство, которое удерживает корову и затем опрокидывает её. В редких случаях корова может лечь или упасть рядом с канавой или холмом, что снижает её способность подняться без посторонней помощи. Опрокидывание коров имеет множество упоминаний в популярной культуре, а также используется в качестве фигуры речи.

## Научные исследования

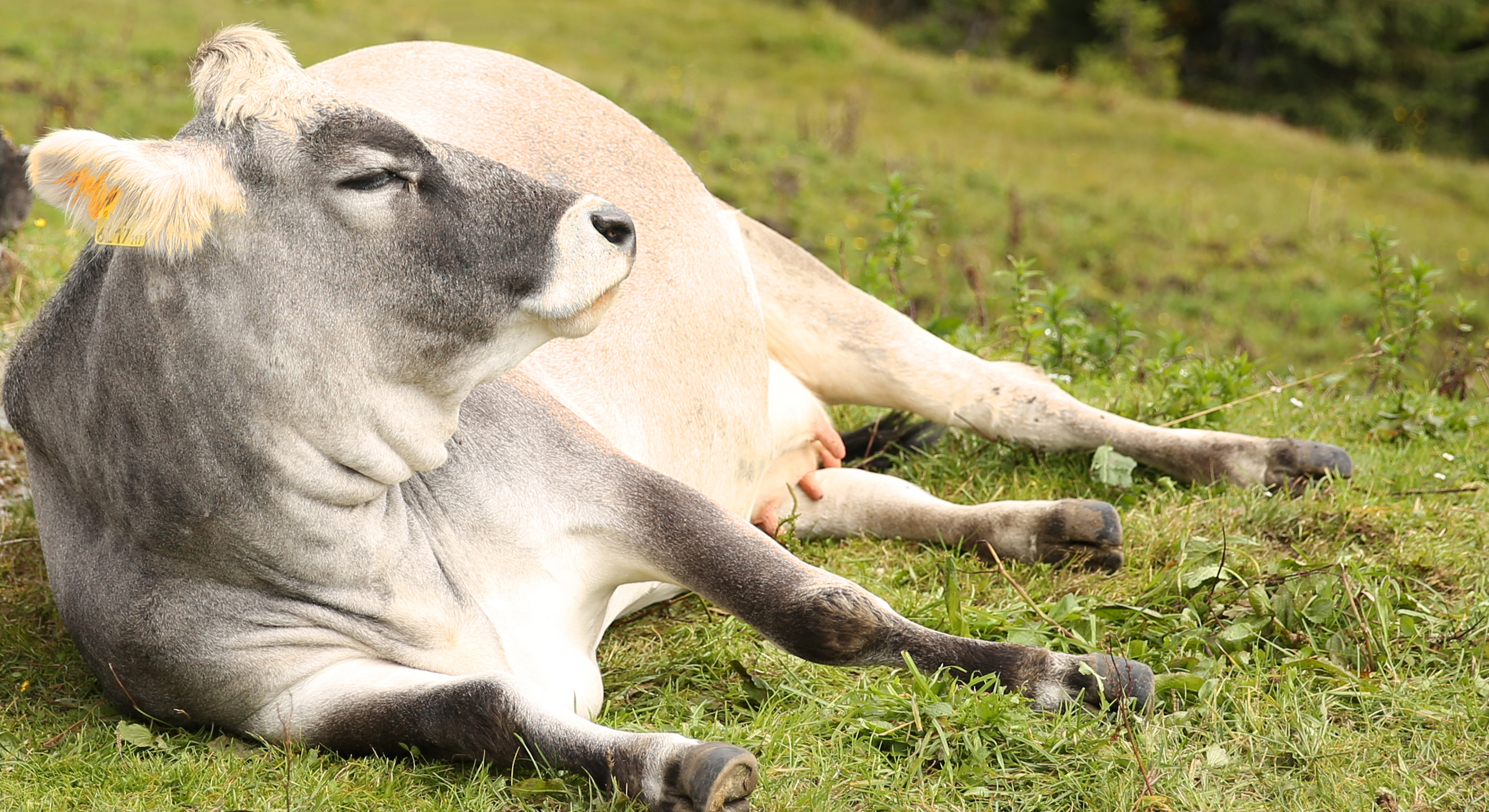
Лежащая на боку здоровая корова может встать, когда захочет

Городская легенда об опрокидывании коров основывается на предположении, что крупный рогатый скот медленный, тупой и имеет плохо развитые ноги, поэтому не требуется большого усилия, чтобы сбить его с ног. Некоторые варианты легенды исходят из того, что, поскольку коровы спят стоя, к ним можно подкрасться и легко опрокинуть без ответной реакции животного. Однако стоящая корова спит чутким сном и её легко разбудить. Для крепкого сна коровы ложатся. Более того, многочисленные источники ставят под сомнение саму возможность одному человеку опрокинуть корову, так как большинство животных имеет массу более 500 кг.
В исследовании 2005 года, проведенном Марго Лилли, зоологом из Университета Британской Колумбии, и её студенткой Трейси Бёхлер, сделан вывод, что для опрокидывания коровы потребуется сила около 3 кН, поэтому один человек не сможет добиться желаемого результата. Расчёты показали, что потребуется более четырёх человек, чтобы приложить достаточную для опрокидывания коровы силу, если брать усилие, развиваемое одним человеком, равным 660 Н. Исходя из того, что корова может дополнительно сопротивляться, Лилли и Бёхлер предположили, что, скорее всего, потребуется пять или шесть человек. Кроме того, крупный рогатый скот внимательно следит за окружающей обстановкой, и очень трудно неожиданно толкнуть корову из-за отличного обоняния и слуха. Анализ Лилли и Бёхлер показал, что, если бы корова не двигалась, два человека могли бы её опрокинуть, сдвинув центр масс за пределы зоны опоры копыт до того, как корова среагировала бы. Однако коровы не являются абсолютно жёсткими и реагируют на воздействие, а чем быстрее люди вынуждены действовать, тем меньшую силу они могут приложить к корове. Лилли и Бёхлер пришли к выводу о низкой вероятности того, что коровы действительно могут быть опрокинуты таким образом. Лилли заявила: «На мой взгляд, физика процесса является невозможной».
Биолог Стивен Фогель (англ. Steven Vogel) согласился, что для опрокидывания стоящей коровы потребуется сила около 3 кН, однако посчитал, что в исследовании Лилли и Бёклер переоценены возможности человека. Используя ранее полученные данные, согласно которым человек развивает толкающую силу в 280 Н, Фогель предположил, что на нужной для опрокидывания высоте, человек может развить усилие не более 300 Н. Тогда, чтобы опрокинуть не реагирующую на эти действия корову, потребуется не менее 10 человек. Однако это условие, по словам Фогеля, не является самым большим препятствием. Стоящие коровы не спят и, как и другие животные, обладают постоянно готовыми к действию рефлексами. «Если корова лишь незначительно расширит площадь опоры без смещения центра тяжести, потребуется общее усилие около 4 кН или 14 человек, которым будет сложно разместиться, не рассердив корову».

## Исторические предпосылки
Убеждение, что некоторые животные не могут подняться, если их опрокинуть, имеет исторические корни, хотя в отношении крупного рогатого скота подобных историй неизвестно. Юлий Цезарь записал поверье, что лось не имеет коленных суставов и не может встать, если упадет. Плиний говорил то же самое о задних лапах животного, которое он называл «особый вид лосей — ахлис» (современные исследователи отождествляют его с северным оленем, а мнение о негнущихся задних ногах отвергают).
В 1255 году король Франции Людовик IX подарил английскому королю Генриху III слона для зверинца в лондонском Тауэре. Рисунок Матвея Парижского для Chronica Majora можно увидеть в его бестиарии в Библиотеке Паркера Колледжа Корпус-Кристи в Кембридже. В сопроводительном тексте цитируются предания о слонах, согласно которому эти животные не имеют колен и не могут встать, если упадут.
Журналист Джейк Стилхаммер (англ. Jake Steelhammer) считает, что американская городская легенда об опрокидывании коров возникла в 1970-х годах. По его словам, в конце 1980-х её популяризовали такие фильмы, как «Смертельное влечение» и «Увалень Томми», в которых были сцены с опрокидыванием коров. По его словам, истории об опрокидывании коров, как правило, не исходят от участников действия, а передаются как рассказ о чужом опыте.

## Ветеринарная и животноводческая практика

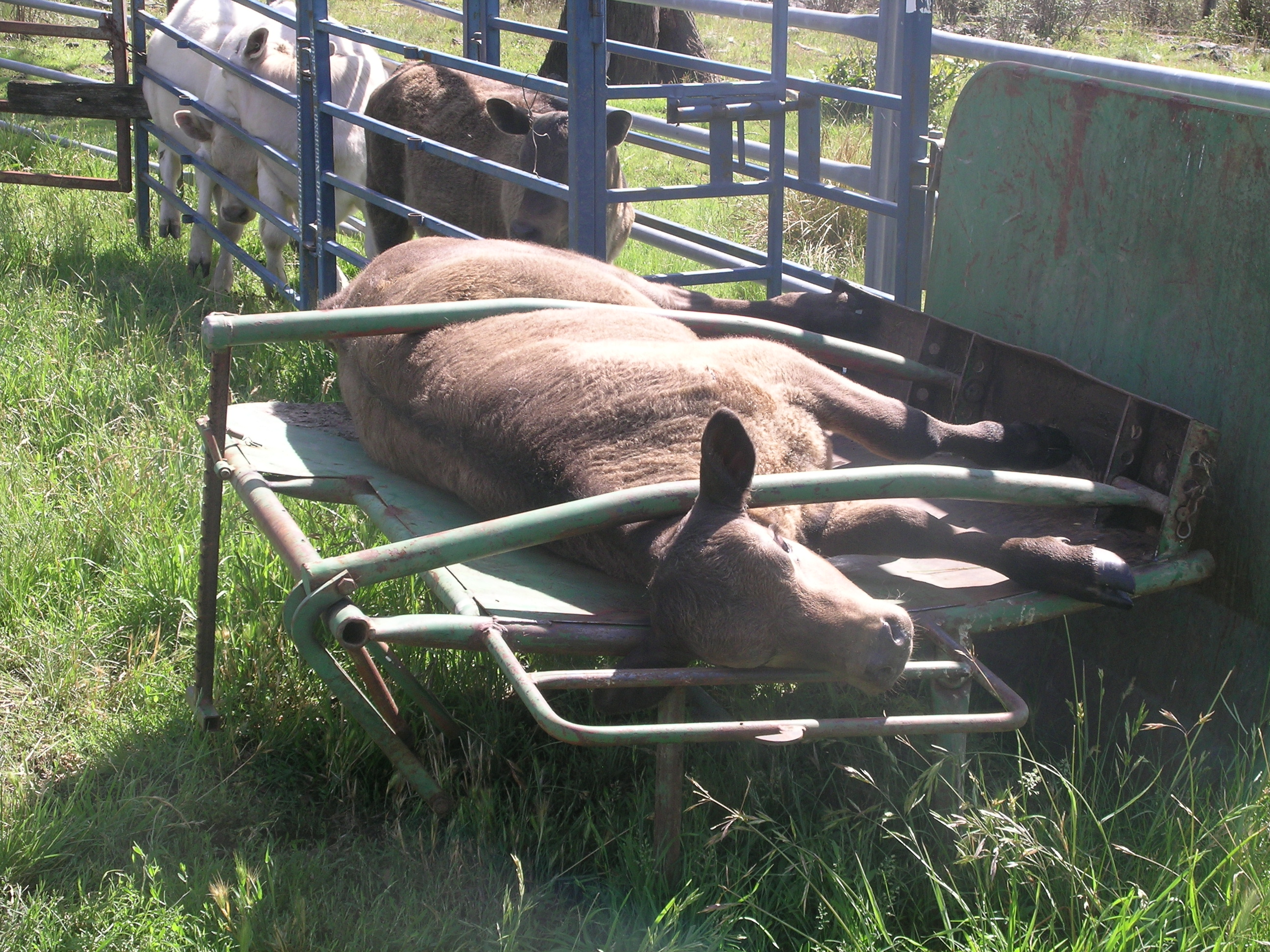
Люлька для теленка, используемая для клеймения в Австралии

Для определённых видов хозяйственной деятельности и лечения крупный рогатый скот требуется опрокинуть или повернуть на бок. Вручную это делается с помощью верёвки длиной около 10—12 м, которая обвязывается вокруг туловища и ног животного. Затем ноги стягиваются, пока животное не теряет равновесие. Добившись, чтобы животное легло на грудь, можно перекатить его на бок и стянуть ноги, чтобы исключить удары копытами.
Относительно новым изобретением является механическая люлька для клеймения телят. Телёнок помещается между двух ограничителей, зажимается и затем опрокидывается на бок для клеймения или кастрации.
С 1970-х годов используются гидравлические наклоняемые столы для взрослого скота. они предназначены для подъёма и опрокидывания животного на бок для ветеринарной помощи, особенно при манипуляциях на гениталиях или копытах (в отличие от лошадей, коровы в стоячем положении обычно не позволяют кузнецу работать с копытом). Использовать такой стол намного безопаснее и проще, чем залезть под корову, причём лежащие на боку животные обычно быстро успокаиваются. В описании подобного устройства, конструкции Западного колледже ветеринарной медицины в Саскатуне (Саскачеван), в качестве достоинства отмечался «комфорт для коровы».

### Естественное опрокидывание
Коровы могут опрокинуться случайно. Крупный рогатый скот из-за своего размера и относительно коротких ног не может встать, оказавшись на спине. Так может случиться, если корова неудачно ляжет и перекатится на спину, подняв все ноги вверх. В таком положении она может застрять и умереть, если не получит своевременной помощи. Два человека могут перекатить или перевернуть корову на другой бок, чтобы её ноги упёрлись в землю, позволяя самостоятельно подняться. В одном задокументированном случае «реального опрокидывания коровы» беременная корова скатилась в овраг в Нью-Гэмпшире и оставалась в перевернутом состоянии, пока её не спасли пожарные-добровольцы. Владелец коровы сказал, что он видел подобное раньше «один или два раза».

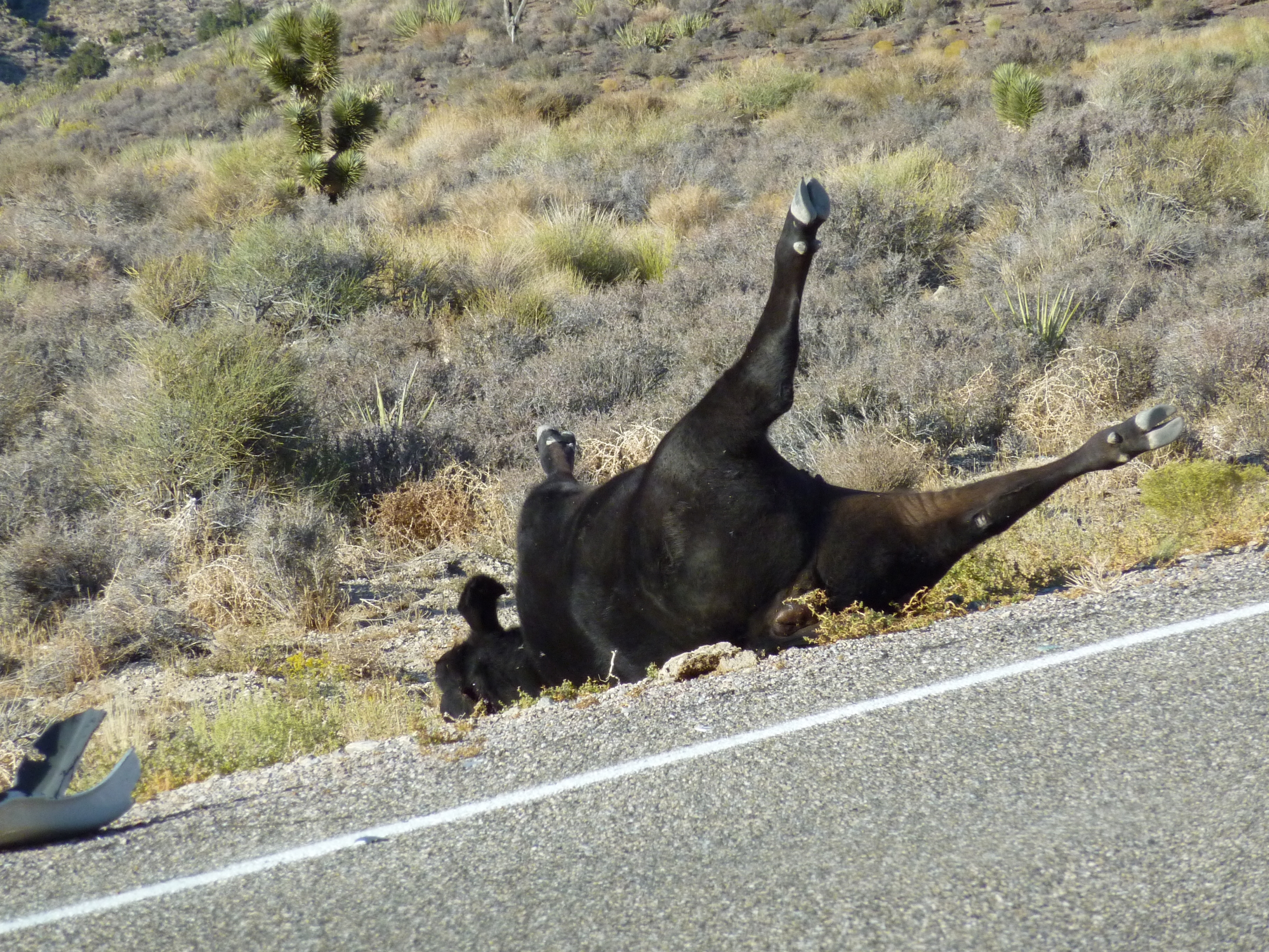
Сочетание вздутия живота и трупного окоченения приводит к тому, что мертвая корова выглядит опрокинутой на спину

Травма или болезнь также могут привести к тому, что корова не сможет подняться на ноги. Иногда это происходит в результате повреждения мышц и нервов при отёле или таких заболеваниях, как мастит. Причинами также могут быть травмы ног, разрывы мышц или обширная инфекция. Больных коров, стремящихся лежать, рекомендуется поднимать на ноги — в этом случае у них больше шансов на выздоровление. Лежачие коровы выживали с медицинской помощью после 14 дней лежания и в конечном итоге вставали на ноги. Составляющие медицинской помощи лежачей корове — перекатывание с одной стороны на другую каждые три часа, осторожное и частое кормление небольшими порциями и доступ к чистой воде.

### Смерть
Мёртвый скот может казаться опрокинутым, но на самом деле характерный вид является результатом трупного окоченения, при котором мышцы становятся жёсткими. Процесс начинается через 6—8 ч после смерти и продолжаются в течение одного-двух дней. Его проявление особенно заметно на конечностях, которые торчат прямо. Из-за газообразования внутри тела происходит вздутие живота, в результате туша животного может оказаться на спине с торчащими вверх ногами.

## В популярной культуре

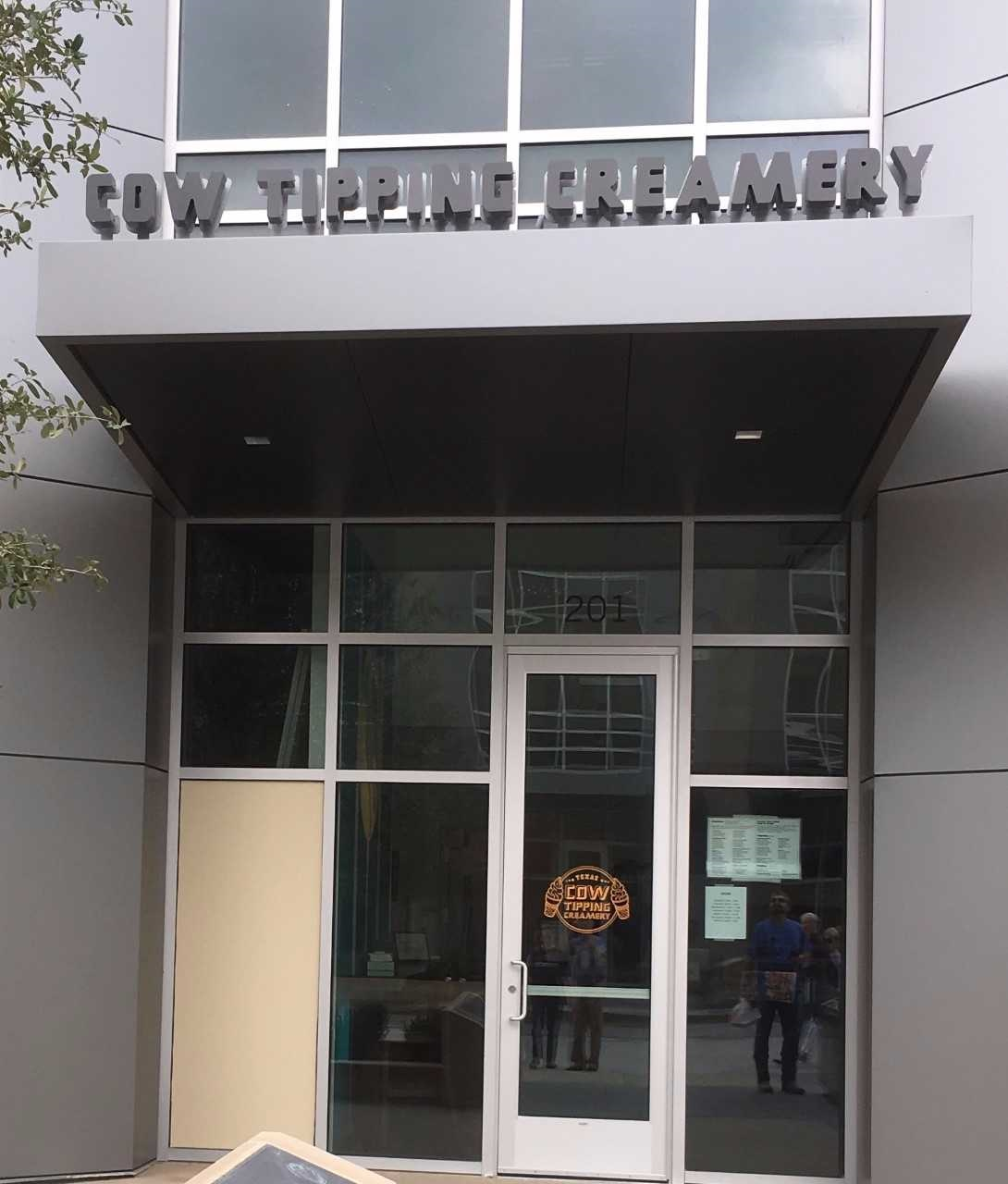
Cow Tipping Creamery во Фриско, Техас

Многие люди утверждали, что опрокидывали коров, часто в состоянии алкогольного опьянения. Эти утверждения на сегодняшний день не могут быть надёжно подтверждены, причём Джейк Свиринген (англ. Jake Steelhammer[уточнить]) из Modern Farmer в 2013 году отметил, что YouTube, популярный источник видеороликов о трюках и шутках, «не может предоставить ни одного реального видео с опрокидыванием коровы».
Опрокидывание коров (или попытки опрокидывания) были показаны в фильмах 1980-х годов и далее, включая «Смертельное влечение» (1988), «Увалень Томми» (1995), «Рога и копыта» (2006) и «Ночь с Бет Купер» (2009). В мультфильме «Тачки» (2006) в качестве опрокидываемых спящих коров представлены трактора.
В телесериале «Теория большого взрыва» рассказы об опрокидывании коров используются как способ раскрыть сельское происхождение Пенни.
Статья об опрокидывании коров (Cow Tipping) в английской Википедии послужила источником вдохновения для создания аккаунта Depths of Wikipedia в Инстаграме, ставшего известным благодаря публикации выдержек из других необычных или абсурдных статей в Википедии.

### Метафора
Термин «опрокидывание коровы» иногда используется как фигура речи в смысле опрокидывания, опровержения чего-то большого, важного. В книге Giant Cow-Tipping by Savages (с англ. — «Опрокидывание гигантской коровы дикарями») автор Джон Вейр Клоуз (англ. John Weir Close) использует этот термин для описания современных слияний и поглощений. Фраза «tipping sacred cows» (с англ. — «опрокидывание священных коров») использовалась как метафора в названиях книг о христианстве и управлении бизнесом.